# Прайс (округ)
Округ Прайс (англ. Price County) располагается в штате Висконсин, США. Официально образован в 1879 году. По состоянию на 2010 год, численность населения составляла 14 159 человек.

## География
По данным Бюро переписи США, общая площадь округа равняется 3310,023 км2, из которых 3247,863 км2 суша и 24,000 км2 или 1,900 % это водоёмы.

## Население
По данным переписи населения 2000 года в округе проживает 15 822 жителей в составе 6 564 домашних хозяйств и 4 417 семей. Плотность населения составляет 5,00 человек на км2. На территории округа насчитывается 9 574 жилых строений, при плотности застройки около 3,00-х строений на км2. Расовый состав населения: белые — 98,22 %, афроамериканцы — 0,10 %, коренные американцы (индейцы) — 0,60 %, азиаты — 0,30 %, гавайцы — 0,03 %, представители других рас — 0,15 %, представители двух или более рас — 0,60 %. Испаноязычные составляли 0,73 % населения независимо от расы.
В составе 28,90 % из общего числа домашних хозяйств проживают дети в возрасте до 18 лет, 56,50 % домашних хозяйств представляют собой супружеские пары проживающие вместе, 6,60 % домашних хозяйств представляют собой одиноких женщин без супруга, 32,70 % домашних хозяйств не имеют отношения к семьям, 28,50 % домашних хозяйств состоят из одного человека, 14,50 % домашних хозяйств состоят из престарелых (65 лет и старше), проживающих в одиночестве. Средний размер домашнего хозяйства составляет 2,37 человека, и средний размер семьи 2,91 человека.
Возрастной состав округа: 23,80 % моложе 18 лет, 5,80 % от 18 до 24, 25,80 % от 25 до 44, 25,70 % от 45 до 64 и 25,70 % от 65 и старше. Средний возраст жителя округа 42 лет. На каждые 100 женщин приходится 101,00 мужчин. На каждые 100 женщин старше 18 лет приходится 99,00 мужчин.